# Nati il 10 aprile

## V secolo(1)
- 401 - Teodosio II, imperatore romano († 450)

## XI secolo(1)
- 1018 - Nizam al-Mulk, scrittore persiano († 1092)

## XIII secolo(1)
- 1270 - Haakon V di Norvegia, re († 1319)

## XV secolo(4)
- 1443 - Ludovico Tornabuoni, politico e militare italiano († 1519)
- 1480 - Filiberto II di Savoia, sovrano († 1504)
- 1487 - Guglielmo I di Nassau-Dillenburg, nobile olandese († 1559)
- 1492 - Vincenzo Tamagni, pittore italiano († 1530)

## XVI secolo(7)
- 1502 - Ottone Enrico del Palatinato, nobile tedesco († 1559)
- 1512 - Giacomo V di Scozia, re († 1542)
- 1553 - Niccolò Orlandini, gesuita, storico e umanista italiano († 1606)
- 1569 - Emilia di Nassau, principessa († 1629)
- 1579 - Augusto di Brunswick-Lüneburg, nobile tedesco († 1666)
- 1583 - Ugo Grozio, giurista, filosofo e teologo olandese († 1645)
- 1593 - Francesco Giovanni Gonzaga, nobile († 1636)

## XVII secolo(16)
- 1603 - Francesco Furini, pittore italiano († 1646)
- 1603 - Cristiano di Danimarca, principe danese († 1647)
- 1612 - Lorenzo Brancati, cardinale e teologo italiano († 1693)
- 1616 - Trijntje Keever, olandese († 1633)
- 1626 - Franz Egon von Fürstenberg-Heiligenberg, vescovo cattolico, abate e generale tedesco († 1682)
- 1633 - Werner Fabricius, compositore e organista tedesco († 1679)
- 1636 - Diego Pappalardo, religioso italiano († 1710)
- 1650 - Sebastiano Antonio Tanara, cardinale, arcivescovo cattolico e diplomatico italiano († 1724)
- 1651 - Ehrenfried Walther von Tschirnhaus, matematico e inventore tedesco († 1708)
- 1656 - Antonio Gaspari, architetto italiano († 1723)
- 1658 - Antonio I Boncompagni, nobile italiano († 1731)
- 1660 - Leonardo Julio Capuz, scultore spagnolo († 1731)
- 1670 - Edward Montagu, III conte di Sandwich, nobile inglese († 1729)
- 1675 - Sophia von Kielmansegg, contessa di Darlington, nobildonna tedesca († 1725)
- 1686 - Maria Eleonora Boncompagni Ludovisi, principessa († 1745)
- 1687 - Maria Antonia del Liechtenstein, principessa austriaca († 1750)

## XVIII secolo(44)
- 1707 - Michel Corrette, organista, compositore e insegnante francese († 1795)
- 1707 - Marianna Hercolani di Marsciano, nobile italiana († 1788)
- 1713 - John Whitehurst, orologiaio e scienziato britannico († 1788)
- 1731 - Eustachio Biondelli, religioso e educatore italiano († 1802)
- 1731 - Louis Joseph Watteau, pittore francese († 1798)
- 1734 - Giuseppe Fedele Vitale, letterato, medico e presbitero italiano († 1789)
- 1737 - François Giroust, compositore francese († 1799)
- 1739 - Domenico Cirillo, patologo, entomologo e botanico italiano († 1799)
- 1740 - José Basílio da Gama, poeta brasiliano († 1795)
- 1749 - Conrad Heyer, militare statunitense († 1856)
- 1750 - Mathieu-Augustin Cornet, politico francese († 1832)
- 1751 - Vincenzo Angelo Orelli, pittore svizzero († 1813)
- 1753 - Giovanni Marchetti, arcivescovo cattolico italiano († 1829)
- 1753 - Matteo Procopio, filologo, presbitero e letterato italiano († 1811)
- 1755 - Samuel Hahnemann, medico tedesco († 1843)
- 1756 - William Carnegie, VII conte di Northesk, ammiraglio scozzese († 1831)
- 1758 - Jean-Joseph-Xavier Bidauld, pittore francese († 1846)
- 1758 - Arina Rodionovna, russa († 1828)
- 1758 - Francesco Gennaro Roero, generale e politico italiano († 1842)
- 1760 - Alvise Mocenigo, politico e imprenditore italiano († 1815)
- 1761 - Jacques-Edme Dumont, scultore francese († 1844)
- 1766 - Lawrence Dundas, I conte di Zetland, nobile e politico scozzese († 1839)
- 1767 - William Alexander, pittore e illustratore inglese († 1816)
- 1769 - Jean Lannes, generale francese († 1809)
- 1775 - Carl Wigand Maximilian Jacobi, psichiatra tedesco († 1858)
- 1775 - Giovanni Labus, politico, archeologo e epigrafista italiano († 1853)
- 1778 - Giovanni Taddeo Farini, matematico italiano († 1822)
- 1778 - William Hazlitt, scrittore, pittore e saggista inglese († 1830)
- 1778 - Heinrich Luden, storico tedesco († 1847)
- 1779 - Leona Vicario, rivoluzionaria messicana († 1842)
- 1780 - Jean-Marie Léon Dufour, medico e naturalista francese († 1865)
- 1782 - Francesco Nenci, pittore italiano († 1850)
- 1783 - Ortensia di Beauharnais, regina francese († 1837)
- 1786 - Louis Albert Necker, geografo e alpinista svizzero († 1861)
- 1787 - Giuseppe Bisi, pittore italiano († 1869)
- 1788 - Ferdinando Lanza, generale italiano († 1865)
- 1789 - Amalia Luisa di Arenberg, nobile tedesca († 1823)
- 1794 - Fedele Amante, astronomo, geodeta e docente italiano († 1851)
- 1794 - Matthew Perry, ammiraglio statunitense († 1858)
- 1794 - Edward Robinson, teologo statunitense († 1863)
- 1795 - Carlo Angelo Bianco, patriota italiano († 1843)
- 1796 - Jim Bowie, militare statunitense († 1836)
- 1796 - Ferdinand Palluel, politico e avvocato francese († 1864)
- 1800 - Henri-Gustave Delvigne, militare e inventore francese († 1876)

## XIX secolo(143)
- 1801 - Paul Devaux, politico belga († 1880)
- 1801 - Efisio Flores d'Arcais, politico italiano († 1858)
- 1801 - Matilde di Waldeck e Pyrmont, principessa tedesca († 1825)
- 1803 - Johann Jakob Kaup, naturalista tedesco († 1873)
- 1804 - Thomas O. Moore, politico statunitense († 1876)
- 1805 - Eduard Daege, pittore prussiano († 1883)
- 1806 - Juliette Drouet, attrice teatrale francese († 1883)
- 1806 - Leonidas Polk, vescovo anglicano e generale statunitense († 1864)
- 1808 - Auguste Franchomme, compositore e violoncellista francese († 1884)
- 1809 - Hermann von Alvensleben, generale prussiano († 1887)
- 1810 - Eliodoro Spech, tenore e patriota italiano († 1866)
- 1811 - Charlotte Anne Thynne, nobildonna inglese († 1895)
- 1813 - Vincenz von Abele, generale austriaco († 1889)
- 1814 - Filippo Abignente, politico italiano († 1887)
- 1816 - Pompeo Provana del Sabbione, politico e militare italiano († 1884)
- 1817 - Konstantin Sergeevič Aksakov, scrittore, critico letterario e filosofo russo († 1860)
- 1817 - Giuseppe Mischi, avvocato, docente e politico italiano († 1896)
- 1818 - Auguste Ambroise Tardieu, medico e criminologo francese († 1879)
- 1822 - Pasquale Montini, imprenditore italiano († 1889)
- 1822 - Ebenezer W. Peirce, generale statunitense († 1902)
- 1823 - Thomas R. R. Cobb, politico e generale statunitense († 1862)
- 1824 - Julius Meinl, imprenditore austriaco († 1914)
- 1824 - Donato Morelli, patriota e politico italiano († 1902)
- 1824 - Concezio Rosa, medico e paleontologo italiano († 1876)
- 1827 - Lew Wallace, scrittore, politico e generale statunitense († 1905)
- 1829 - William Booth, predicatore inglese († 1912)
- 1830 - Nicola Farina, imprenditore e politico italiano († 1902)
- 1830 - Matilde Ferrari, italiana († 1868)
- 1831 - Filippo Serafini, giurista italiano († 1897)
- 1832 - Pietro Saporetti, pittore italiano († 1893)
- 1833 - David McMurtrie Gregg, generale e diplomatico statunitense († 1916)
- 1833 - Granville Waldegrave, III barone Radstock, nobile e militare inglese († 1913)
- 1835 - Samuel J. Crawford, politico statunitense († 1913)
- 1837 - Tranquillo Cremona, pittore italiano († 1878)
- 1837 - Bortolo Cunico, patriota italiano († 1910)
- 1837 - Robert McLachlan, entomologo inglese († 1904)
- 1838 - Otis Tufton Mason, etnologo statunitense († 1908)
- 1838 - Nicolás Salmerón, filosofo, scrittore e politico spagnolo († 1908)
- 1843 - Fabrizio Ruffo, imprenditore e politico italiano († 1917)
- 1844 - Jules de Burlet, politico belga († 1897)
- 1844 - Maria Schininà, religiosa italiana († 1910)
- 1845 - Giuseppe Lais, presbitero e astronomo italiano († 1921)
- 1846 - Alexandre de Serpa Pinto, militare e esploratore portoghese († 1900)
- 1847 - Silvio Dorigoni, patriota, alpinista e politico italiano († 1900)
- 1847 - Joseph Pulitzer, giornalista, editore e politico ungherese († 1911)
- 1848 - Hubertine Auclert, attivista francese († 1914)
- 1848 - Karl Nobiling, anarchico tedesco († 1878)
- 1849 - Cesare Salvarezza, politico italiano († 1915)
- 1850 - Ezechiele Acerbi, pittore italiano († 1920)
- 1850 - Vincent Strouhal, fisico ceco († 1922)
- 1851 - Gennaro Granito Pignatelli di Belmonte, cardinale italiano († 1948)
- 1851 - Giulio Vaccaro, arcivescovo cattolico italiano († 1924)
- 1852 - Arthur Vierendeel, ingegnere belga († 1940)
- 1853 - Owen Hall, scrittore, critico teatrale e librettista britannico († 1907)
- 1853 - Gabriella Rasponi Spalletti, socialite italiana († 1931)
- 1853 - William Smart, economista britannico († 1915)
- 1856 - Jules Girardet, pittore francese († 1938)
- 1856 - Philip Tomalin, crickettista e dirigente sportivo francese († 1940)
- 1857 - Henry Dudeney, matematico britannico († 1930)
- 1857 - Lucien Lévy-Bruhl, filosofo, sociologo e antropologo francese († 1939)
- 1857 - Tito Poggi, agronomo e politico italiano († 1944)
- 1858 - Eugenio Maury di Morancez, imprenditore e politico italiano († 1943)
- 1859 - Abele Ajello, chirurgo e patologo italiano († 1940)
- 1863 - Paul-Louis-Toussaint Héroult, scienziato francese († 1914)
- 1863 - Francesco Ruffini, giurista, storico e politico italiano († 1934)
- 1864 - Eugen d'Albert, pianista e compositore tedesco († 1932)
- 1864 - Michael Mayr, politico austriaco († 1922)
- 1866 - Fritz Römer, zoologo tedesco († 1909)
- 1867 - Ciro Galvani, attore italiano († 1956)
- 1867 - George William Russell, scrittore e pittore irlandese († 1935)
- 1867 - Sidney Dean Townley, astronomo e geodeta statunitense († 1946)
- 1868 - George Arliss, attore britannico († 1946)
- 1868 - Ed Barrow, dirigente sportivo statunitense († 1953)
- 1871 - Heinrich Bolten-Baeckers, regista, produttore cinematografico e sceneggiatore tedesco († 1938)
- 1872 - Giuseppe Francesco Danza, magistrato e politico italiano († 1938)
- 1872 - Carlo Severini, matematico italiano († 1951)
- 1873 - Serafino Cerulli Irelli, paleontologo italiano († 1946)
- 1873 - Kyösti Kallio, politico finlandese († 1940)
- 1873 - Frank Wild, esploratore e navigatore britannico († 1939)
- 1874 - Arturo Castiglioni, medico italiano († 1953)
- 1874 - Albert Galloway Keller, sociologo statunitense († 1956)
- 1876 - Louis Kniep, ginnasta e multiplista statunitense († 1967)
- 1876 - Jean-Marie Musy, politico svizzero († 1952)
- 1877 - Henri Andréani, regista francese († 1936)
- 1877 - Raffa Garzia, critico letterario italiano († 1938)
- 1877 - Alfred Kubin, illustratore, litografo e pittore austriaco († 1959)
- 1877 - Maria Cristina di Borbone-Due Sicilie, principessa († 1947)
- 1877 - Massimo Massimi, cardinale italiano († 1954)
- 1878 - Ed Hickox, cestista, giocatore di football americano e allenatore di pallacanestro statunitense († 1966)
- 1878 - Massimo IV Saigh, cardinale e patriarca cattolico siriano († 1967)
- 1879 - Cesare Capezzuoli, medico italiano († 1926)
- 1879 - John D. Hertz, imprenditore e filantropo statunitense († 1961)
- 1879 - Coenraad Hiebendaal, canottiere olandese († 1921)
- 1880 - Frances Perkins, politica statunitense († 1965)
- 1880 - Maurice Salomez, mezzofondista francese († 1916)
- 1880 - Montague Summers, scrittore britannico († 1948)
- 1881 - Margarete Kupfer, attrice tedesca († 1953)
- 1882 - Cyril Seedhouse, velocista britannico († 1966)
- 1882 - Ernesto Sequi, cavaliere e militare italiano († 1965)
- 1883 - Daniel Llorente y Federico, vescovo cattolico spagnolo († 1971)
- 1884 - Lidio Ajmone, pittore italiano († 1945)
- 1885 - Christian Hansen, generale tedesco († 1972)
- 1885 - Paul Kühnle, calciatore tedesco († 1970)
- 1886 - Gabriellino D'Annunzio, attore e regista italiano († 1945)
- 1886 - Johnny Hayes, maratoneta statunitense († 1965)
- 1886 - Val Paul, attore, regista e produttore cinematografico statunitense († 1962)
- 1887 - Pavel Golia, poeta e drammaturgo sloveno († 1959)
- 1887 - Bernardo Alberto Houssay, medico e fisiologo argentino († 1971)
- 1887 - Robert Leiber, presbitero, gesuita e storico tedesco († 1967)
- 1887 - Alf Lie, ginnasta norvegese († 1969)
- 1887 - Franco Varisco, calciatore e arbitro di calcio italiano († 1970)
- 1888 - Pericle Ferretti, ingegnere italiano († 1960)
- 1889 - Eino Forsström, ginnasta finlandese († 1961)
- 1890 - Emilio Barsotti, presbitero, scrittore e partigiano italiano († 1980)
- 1891 - Frank Barson, calciatore e allenatore di calcio inglese († 1968)
- 1891 - Harold S. Bucquet, regista britannico († 1946)
- 1891 - Tim McCoy, generale e attore statunitense († 1978)
- 1892 - Francisco Mosso, calciatore argentino († 1951)
- 1892 - Dolores Prato, scrittrice e poetessa italiana († 1983)
- 1892 - Victor de Sabata, direttore d'orchestra e compositore italiano († 1967)
- 1894 - Oscar Bongard, calciatore francese
- 1894 - Walter Neumann-Silkow, generale tedesco († 1941)
- 1894 - Ben Nicholson, pittore britannico († 1982)
- 1894 - Archibald Roosevelt, ufficiale statunitense († 1979)
- 1894 - Alwin Thurm, aviatore tedesco († 1917)
- 1895 - Elena Aiello, religiosa e mistica italiana († 1961)
- 1895 - Abel Lafouge, calciatore francese († 1950)
- 1895 - Gustav Lombard, generale tedesco († 1992)
- 1895 - Edward Russell, II Barone di Liverpool, giudice, storico e scrittore britannico († 1981)
- 1896 - Albert Geromini, hockeista su ghiaccio svizzero († 1961)
- 1897 - Bianca Ceva, critica letteraria e traduttrice italiana († 1982)
- 1897 - Nils Karlsson, calciatore svedese († 1968)
- 1898 - Matvej Davydovič Berman, politico sovietico († 1939)
- 1898 - Jacques Coutrot, schermidore francese († 1965)
- 1898 - Alfonso De Giovine, politico italiano († 1966)
- 1898 - Pierre Marcel Lemoigne, ingegnere e aviatore francese († 1985)
- 1898 - Ettore Troilo, patriota, prefetto e antifascista italiano († 1974)
- 1899 - Max Braubach, storico tedesco († 1975)
- 1899 - Tullio Calcagno, presbitero e giornalista italiano († 1945)
- 1899 - Friedrich Traugott Wahlen, politico svizzero († 1985)
- 1900 - Léonard Daghelinckx, pistard belga († 1986)
- 1900 - Jean Duvieusart, politico belga († 1977)
- 1900 - Aleksandr Iosifovič Gerbstman, compositore di scacchi russo († 1982)

## XX secolo(959)
- 1901 - Giuseppe Arcaini, politico italiano († 1978)
- 1901 - Emilio Polli, nuotatore italiano († 1983)
- 1901 - Consuelo de Saint-Exupéry, artista e scrittrice salvadoregna († 1979)
- 1902 - Pierre Chesneau, calciatore francese († 1986)
- 1902 - Kåre Kongsvik, calciatore norvegese († 1982)
- 1902 - Carlo Pariset, giornalista e funzionario italiano († 1993)
- 1902 - Ivo Perilli, sceneggiatore, regista e scenografo italiano († 1994)
- 1902 - Carlo Schiffrer, storico italiano († 1970)
- 1903 - Hugh Adcock, calciatore inglese († 1975)
- 1903 - Antonio Aghemo, sindacalista e politico italiano
- 1903 - Marjorie Best, costumista statunitense († 1997)
- 1903 - Herbert Graf, produttore teatrale austriaco († 1973)
- 1903 - Karel Steffl, calciatore cecoslovacco († 1960)
- 1904 - Erik Andersen, scacchista danese († 1938)
- 1904 - Giovanni Chiecchi, allenatore di calcio e calciatore italiano († 1984)
- 1904 - Giovanni Genucchi, scultore, pittore e intagliatore svizzero († 1979)
- 1904 - Joachim Gottschalk, attore tedesco († 1941)
- 1905 - Ezechiele Leandro, pittore, scultore e poeta italiano († 1981)
- 1906 - Steve Anderson, ostacolista statunitense († 1988)
- 1906 - Thomas Sovereign Gates, politico e militare statunitense († 1983)
- 1906 - Douglas Eric Holland-Martin, ammiraglio britannico († 1977)
- 1906 - Reginaldo Monticelli, politico italiano († 1993)
- 1906 - Salvatore Pelosi, militare italiano († 1974)
- 1907 - Frederick Copleston, presbitero, gesuita e storico della filosofia britannico († 1994)
- 1907 - Stretch Murphy, cestista statunitense († 1992)
- 1907 - Germán Suárez Flamerich, politico venezuelano († 1990)
- 1907 - Saturno Valentino, militare e aviatore italiano († 1987)
- 1907 - Gino Visentini, giornalista, critico d'arte e sceneggiatore italiano († 1988)
- 1908 - Ali El-Said, calciatore egiziano († 1979)
- 1908 - Theo Florin, poeta, giornalista e diplomatico slovacco († 1973)
- 1908 - Giorgio Scudellari, fumettista e animatore italiano († 1966)
- 1908 - Ali Shafi, calciatore egiziano
- 1908 - André Van De Werve De Vorsselaer, schermidore belga († 1984)
- 1909 - Louis Giddings, archeologo statunitense († 1964)
- 1909 - Clarke Hinkle, giocatore di football americano statunitense († 1988)
- 1910 - Hamid Idris Awate, politico e militare eritreo († 1962)
- 1910 - Mario Giannone, presbitero, scrittore e militare italiano († 1989)
- 1910 - Helenio Herrera, calciatore e allenatore di calcio argentino († 1997)
- 1910 - Richard Irvine, scenografo statunitense († 1976)
- 1910 - Aage Leidersdorff, schermidore danese († 1970)
- 1910 - Paku Alam VIII, sovrano e politico indonesiano († 1998)
- 1910 - Pat Paterson, attrice inglese († 1978)
- 1910 - Yosef Shalom Eliashiv, rabbino israeliano († 2012)
- 1910 - Paul Sweezy, economista, editore e attivista statunitense († 2004)
- 1910 - Leone Traverso, traduttore italiano († 1968)
- 1911 - Šime Milutin, calciatore jugoslavo († 1945)
- 1911 - Lorenzo Provvedi, fantino italiano († 1991)
- 1911 - Maurice Schumann, politico, giornalista e scrittore francese († 1998)
- 1911 - José Luis Sáenz de Heredia, regista spagnolo († 1992)
- 1911 - Jean Sécember, calciatore francese († 1990)
- 1912 - Frank Baird, cestista e allenatore di pallacanestro statunitense († 2007)
- 1912 - Giorgio Faldini, schermidore italiano († 2000)
- 1912 - Frederick Feary, pugile statunitense († 1994)
- 1912 - Giuseppe Grioli, matematico e fisico italiano († 2015)
- 1912 - Boris Kidrič, partigiano e politico jugoslavo († 1953)
- 1912 - Yusuf Lule, politico ugandese († 1985)
- 1912 - Guido Mazzoni, politico italiano († 2001)
- 1912 - Draja Mickaharic, esoterista e scrittore bosniaco
- 1912 - Antoine Prioré, ingegnere italiano († 1983)
- 1912 - Wang Yuzeng, cestista cinese († 2009)
- 1913 - Jan Arvan, attore statunitense († 1979)
- 1913 - Duke Dinsmore, pilota automobilistico statunitense († 1985)
- 1913 - Stefan Heym, scrittore tedesco († 2001)
- 1913 - Ernie Mills, pistard britannico († 1972)
- 1913 - Bob Osborne, cestista e allenatore di pallacanestro canadese († 2003)
- 1914 - Maria Banuș, poetessa e scrittrice rumena († 1999)
- 1914 - Emilio Benavent Escuín, arcivescovo cattolico spagnolo († 2008)
- 1914 - Francesco Cortesi, calciatore italiano
- 1914 - Bill Holland, cestista statunitense († 2000)
- 1914 - Luciano Ramella, dirigente sportivo, allenatore di calcio e calciatore italiano († 1990)
- 1915 - Tommy Hopper, calciatore inglese († 1972)
- 1915 - Enrico Mino, generale italiano († 1977)
- 1915 - Harry Morgan, attore e regista statunitense († 2011)
- 1915 - Pietro Sette, dirigente d'azienda italiano († 1984)
- 1915 - Franz Vavra, calciatore austriaco († 1974)
- 1916 - John Desmond Clark, paleontologo britannico († 2002)
- 1916 - Gonzalo Marzá, calciatore spagnolo († 1996)
- 1917 - Vladimir Fabrikant, cestista francese († 2004)
- 1917 - Robert Burns Woodward, chimico statunitense († 1979)
- 1918 - Lee Bergere, attore statunitense († 2007)
- 1918 - Cornell Capa, fotografo ungherese († 2008)
- 1918 - Paweł Hur, aviatore polacco († 1994)
- 1918 - Edward Anthony McCarthy, arcivescovo cattolico statunitense († 2005)
- 1918 - Vladimir Pachman, compositore di scacchi cecoslovacco († 1984)
- 1918 - Myriam de Urquijo, attrice argentina († 2011)
- 1919 - Giovanni Rinaldo Coronas, poliziotto italiano († 2008)
- 1919 - John Houbolt, ingegnere statunitense († 2014)
- 1919 - Sandy Siegelstein, musicista statunitense († 2013)
- 1919 - Ans Timmermans, nuotatrice olandese († 1958)
- 1920 - Guido Favati, poeta e critico letterario italiano († 1973)
- 1920 - Fiorenzo Fiorentini, attore, sceneggiatore e compositore italiano († 2003)
- 1920 - Nilde Iotti, politica e partigiana italiana († 1999)
- 1920 - Antti Lovag, architetto e designer ungherese († 2014)
- 1920 - Renzo Modesti, poeta e critico d'arte italiano († 1993)
- 1920 - Erminio Pennacchini, politico, giurista e editore italiano († 1998)
- 1921 - Chuck Connors, attore, cestista e giocatore di baseball statunitense († 1992)
- 1921 - Nino Costantini, calciatore italiano († 1980)
- 1921 - Giuliana Fontanelli, soprano italiano († 2018)
- 1921 - Giuseppe Macchi, calciatore italiano († 2011)
- 1921 - Arrigo Paladini, partigiano italiano († 1991)
- 1921 - Konstantin Reva, pallavolista e allenatore di pallavolo sovietico († 1997)
- 1921 - Sergio Rossi, attore e doppiatore italiano († 1998)
- 1921 - Robert G. Wade, scacchista neozelandese († 2008)
- 1921 - Sheb Wooley, attore statunitense († 2003)
- 1921 - Jiří Zmatlík, calciatore cecoslovacco († 2003)
- 1922 - Giuseppe Casari, calciatore italiano († 2013)
- 1922 - Simonetta Colonna di Cesarò, nobile e stilista italiana († 2011)
- 1922 - Salvador Mota, calciatore messicano († 1986)
- 1922 - Vesna Parun, poetessa croata († 2010)
- 1923 - Jane Kean, attrice, cantante e doppiatrice statunitense († 2013)
- 1923 - Sima Milovanov, calciatore jugoslavo († 2002)
- 1923 - Floyd Simmons, multiplista e attore statunitense († 2008)
- 1924 - Isabel de Pomés, attrice spagnola († 2007)
- 1924 - Sebastião da Gama, poeta e docente portoghese († 1952)
- 1924 - Aldo Giuffré, attore e doppiatore italiano († 2010)
- 1924 - Franco Nicolazzi, partigiano e politico italiano († 2015)
- 1924 - Kenneth Noland, pittore statunitense († 2010)
- 1924 - Attilio Pierelli, scultore italiano († 2013)
- 1924 - Alfredo Pérez, calciatore argentino († 1994)
- 1924 - Jack Shaw, calciatore inglese († 2011)
- 1925 - Franco Flamini, cestista, allenatore di pallacanestro e giornalista italiano († 2014)
- 1925 - Vincenzo Gamna, regista e sceneggiatore italiano († 2016)
- 1925 - Karl Höfer, calciatore austriaco († 1990)
- 1925 - Eva Lang, poetessa, scrittrice e giornalista ungherese († 2013)
- 1925 - Bernard Moitessier, navigatore e scrittore francese († 1994)
- 1925 - Angelo Poffo, wrestler statunitense († 2010)
- 1925 - Dobromir Taškov, allenatore di calcio e calciatore bulgaro († 2017)
- 1925 - Harry Warburton, bobbista svizzero († 2005)
- 1926 - Johannes Willem Maria Bluijssen, vescovo cattolico olandese († 2013)
- 1926 - André Deprit, fisico belga († 2006)
- 1926 - Doğan Kuban, storico dell'architettura e restauratore turco († 2021)
- 1926 - Gustav Metzger, artista tedesco († 2017)
- 1926 - Carlos Alberto Raffo, calciatore argentino († 2013)
- 1927 - Luigi Alva, tenore peruviano († 2025)
- 1927 - Egidio Cattaneo, calciatore italiano († 1983)
- 1927 - Marshall Warren Nirenberg, biochimico statunitense († 2010)
- 1927 - Salvatore Rocca Rossetti, chirurgo italiano († 2018)
- 1927 - Piero Tosi, costumista italiano († 2019)
- 1927 - Aleksej Ėkimjan, compositore sovietico († 1982)
- 1928 - Lois Bourne, inglese († 2017)
- 1928 - Luciano Fancelli, fisarmonicista e compositore italiano († 1953)
- 1928 - Ugo Massocco, ciclista su strada italiano († 1991)
- 1928 - Marilyn Maye, cantante, cabarettista e attrice statunitense
- 1928 - Benny McLaughlin, calciatore statunitense († 2012)
- 1928 - Howard Sachar, storico statunitense († 2018)
- 1928 - Berit Ås, politica e psicologa norvegese († 2024)
- 1929 - Yōzō Aoki, calciatore giapponese († 2014)
- 1929 - Duje Bonačić, canottiere jugoslavo († 2020)
- 1929 - Mike Hawthorn, pilota automobilistico britannico († 1959)
- 1929 - Hanns Lothar, attore tedesco († 1967)
- 1929 - Milenko Novaković, ex cestista e allenatore di pallacanestro jugoslavo
- 1929 - Liz Sheridan, attrice statunitense († 2022)
- 1929 - Ann Sullivan, animatrice statunitense († 2020)
- 1929 - Max von Sydow, attore svedese († 2020)
- 1930 - Ljutvi Ahmedov, lottatore bulgaro († 1997)
- 1930 - Claude Bolling, compositore, pianista e attore francese († 2020)
- 1930 - Dolores Huerta, sindacalista e attivista statunitense
- 1930 - Jackie Mudie, calciatore e allenatore di calcio scozzese († 1992)
- 1930 - Gian Carlo Ruffino, avvocato e politico italiano († 1994)
- 1930 - Szymon Srebrnik, superstite dell'Olocausto polacco († 2006)
- 1930 - Tommy Younger, calciatore scozzese († 1984)
- 1931 - James Lee Dozier, generale statunitense
- 1931 - René Follet, fumettista belga († 2020)
- 1931 - Gérald Forton, illustratore francese († 2012)
- 1931 - Paul Halla, calciatore austriaco († 2005)
- 1931 - Mario Tesconi, calciatore italiano († 2022)
- 1932 - José Bileu, calciatore portoghese († 2016)
- 1932 - Pietro Campedelli, produttore televisivo e dirigente d'azienda italiano
- 1932 - Omar Sharif, attore e giocatore di bridge egiziano († 2015)
- 1932 - Mae Faggs, velocista statunitense († 2000)
- 1932 - Adrian Henri, poeta britannico († 2000)
- 1932 - Delphine Seyrig, attrice, regista e attivista francese († 1990)
- 1932 - Juan Vairo, ex calciatore argentino
- 1933 - Chelo Alonso, ballerina, attrice e showgirl cubana († 2019)
- 1933 - Pina Boggi Cavallo, psicologa italiana († 2016)
- 1933 - Bruce Carradine, attore statunitense († 2016)
- 1933 - Philip Corner, compositore e pianista statunitense
- 1933 - Anne-Aymone Giscard d'Estaing, first lady francese
- 1933 - Stefan Kapłaniak, canoista polacco († 2021)
- 1934 - Carel Godin de Beaufort, pilota automobilistico olandese († 1964)
- 1934 - Paul Judson, cestista e allenatore di pallacanestro statunitense († 2023)
- 1934 - Riccardo Lattanzi, arbitro di calcio italiano († 1991)
- 1934 - Elvio Monti, compositore, arrangiatore e direttore d'orchestra italiano
- 1934 - Stefano Rastrelli, diplomatico italiano († 2020)
- 1934 - H. Robert Reynolds, direttore d'orchestra e compositore statunitense
- 1934 - Veličko Veličkov, tiratore a segno bulgaro († 1982)
- 1934 - Guido Venturoni, ammiraglio italiano
- 1935 - Ran Blake, pianista e compositore statunitense
- 1935 - Nicola Cabibbo, fisico italiano († 2010)
- 1935 - Antonio Coscia, cestista paraguaiano († 2023)
- 1935 - Peter Hollingworth, arcivescovo anglicano e politico australiano
- 1935 - Álvaro de Luna, attore spagnolo († 2018)
- 1935 - Ferdinando Ardengo Maffia, giornalista italiano († 1999)
- 1935 - Terenzio Polverini, calciatore e allenatore di calcio italiano († 2015)
- 1935 - Jimmy James Ross, cantante statunitense († 2000)
- 1935 - Zeev Sternhell, storico israeliano († 2020)
- 1935 - Christos Yannaras, teologo greco († 2024)
- 1936 - Mihály Fülöp, schermidore ungherese († 2006)
- 1936 - Mišši Juchma, romanziere, drammaturgo e storico russo
- 1936 - John Madden, allenatore di football americano e telecronista sportivo statunitense († 2021)
- 1936 - Marco Pavignani, imprenditore italiano († 2015)
- 1937 - Bella Achatovna Achmadulina, poetessa russa († 2010)
- 1937 - Maria Alfonsa Bruno, religiosa italiana († 1994)
- 1937 - Claudette Nevins, attrice statunitense († 2020)
- 1937 - Wolfgang Reinhard, storico tedesco
- 1937 - Manuel Ruiz Sosa, calciatore e allenatore di calcio spagnolo († 2009)
- 1937 - Hans Teuscher, attore, doppiatore e conduttore radiofonico tedesco († 2015)
- 1937 - Hugo van Lawick, regista e fotografo olandese († 2002)
- 1938 - Ferdinando Cordova, storico italiano († 2011)
- 1938 - Héctor Echeverri, calciatore colombiano († 1988)
- 1938 - Livio Ghioni, allenatore di calcio e calciatore italiano († 2010)
- 1938 - Frans van der Lugt, presbitero olandese († 2014)
- 1938 - Don Meredith, giocatore di football americano statunitense († 2010)
- 1938 - José Mingorance, ex calciatore spagnolo
- 1938 - Antonio Tarantino, drammaturgo e pittore italiano († 2020)
- 1939 - Nanni Cagnone, poeta e scrittore italiano
- 1939 - Placido Cherchi, antropologo, filosofo e attivista italiano († 2013)
- 1939 - Joar Hoff, dirigente sportivo, allenatore di calcio e calciatore norvegese († 2019)
- 1939 - Claudio Magris, scrittore, saggista e germanista italiano
- 1939 - Roger Moore, giocatore di poker statunitense († 2011)
- 1939 - Luciano Pellicani, sociologo, politologo e giornalista italiano († 2020)
- 1939 - Harry Swinney, fisico statunitense
- 1939 - Alexandros Tombazis, architetto greco († 2024)
- 1940 - Nicola Ciccolo, allenatore di calcio e ex calciatore italiano
- 1940 - Giovanni Girone, statistico italiano († 2018)
- 1940 - Keizō Okayama, ex cestista giapponese
- 1940 - Jean Baptiste Okello, ex ostacolista e velocista ugandese
- 1941 - Luigi Brioschi, editore, traduttore e scrittore italiano
- 1941 - Chrysostomos II, arcivescovo ortodosso cipriota († 2022)
- 1941 - Luis Duarte, cestista peruviano († 2017)
- 1941 - Martin Hinds, storico britannico († 1988)
- 1941 - John Kurila, calciatore scozzese († 2018)
- 1941 - Pascoal Mocumbi, politico mozambicano († 2023)
- 1941 - Paul Theroux, scrittore statunitense
- 1941 - Gilles de Robien, politico francese
- 1941 - Jakov Železnjak, ex tiratore a segno sovietico
- 1942 - Donna Hennyey, ex schermitrice canadese
- 1942 - José Berico, calciatore brasiliano († 2016)
- 1942 - Ian Callaghan, ex calciatore inglese
- 1942 - Stuart Dybek, scrittore e poeta statunitense
- 1942 - Alf Hiltebeitel, storico delle religioni e indologo statunitense († 2023)
- 1942 - Erden Kiral, regista e sceneggiatore turco († 2022)
- 1942 - Mauro Antonio Miglieruolo, scrittore italiano
- 1942 - Marcello Trevisan, calciatore italiano († 2020)
- 1942 - Valerio Vatteroni, cestista italiano († 2023)
- 1943 - Bené Canavieira, ex calciatore brasiliano
- 1943 - Luigi Antonio Cantafora, vescovo cattolico italiano († 2025)
- 1943 - Luigi Frati, patologo italiano
- 1943 - Lello Gurrado, giornalista e scrittore italiano
- 1943 - Bo Hansson, musicista svedese († 2010)
- 1943 - Paolo Antonio Martini, architetto italiano († 2022)
- 1943 - Michel Cardoni, ex calciatore francese
- 1943 - Włodzimierz Schmidt, scacchista polacco († 2023)
- 1944 - Giovanni Bignami, fisico e divulgatore scientifico italiano († 2017)
- 1944 - Paolo Brogi, giornalista, scrittore e blogger italiano
- 1944 - Jørgen Jensen, maratoneta danese († 2009)
- 1944 - Giannakīs Xypolytas, allenatore di calcio e ex calciatore cipriota
- 1944 - Fritz Zorn, scrittore svizzero († 1976)
- 1945 - Nis Bank-Mikkelsen, attore, doppiatore e conduttore radiofonico danese
- 1945 - Kevin Berry, nuotatore australiano († 2006)
- 1945 - Giuliano Bignasca, politico e imprenditore svizzero († 2013)
- 1945 - Abutaleb Gorgori, lottatore iraniano († 2008)
- 1945 - Reggie Lacefield, cestista statunitense († 2023)
- 1945 - Vira Misevyč, cavallerizza sovietica († 1995)
- 1945 - Mario Pupella, attore, regista teatrale e direttore artistico italiano († 2023)
- 1945 - Geoffrey Van Orden, politico britannico
- 1945 - Shirley Walker, compositrice e direttrice d'orchestra statunitense († 2006)
- 1945 - Michele Zaza, mafioso italiano († 1994)
- 1946 - David Angell, produttore televisivo statunitense († 2001)
- 1946 - Stojan Apostolov, ex lottatore bulgaro
- 1946 - Maria Brivio, annunciatrice televisiva italiana
- 1946 - Caterina Caselli, cantante, produttrice discografica e attrice italiana
- 1946 - Agostino Origone, fumettista e illustratore italiano
- 1946 - Aldo Rebecchi, politico italiano († 2021)
- 1947 - Ewa Dałkowska, attrice polacca († 2025)
- 1947 - Bob Hatton, ex calciatore inglese
- 1947 - Paolo Malco, attore italiano
- 1947 - Bunny Wailer, cantante e percussionista giamaicano († 2021)
- 1947 - Jaap ter Linden, violoncellista, gambista e direttore d'orchestra olandese
- 1948 - Cvetan Atanasov, ex calciatore bulgaro
- 1948 - Mel Blount, ex giocatore di football americano statunitense
- 1948 - Bernd Clüver, cantante tedesco († 2011)
- 1948 - Gianandrea Gazzola, artista, designer e scenografo italiano
- 1948 - Aldo Grasso, critico televisivo italiano
- 1948 - İsgəndər Həmidov, politico azero († 2020)
- 1948 - Giorgio Kutufà, politico italiano († 2020)
- 1948 - Angelo Nicotra, doppiatore, direttore del doppiaggio e attore italiano († 2024)
- 1948 - Igor Novák, calciatore cecoslovacco († 2006)
- 1948 - Junko Sawamatsu, ex tennista giapponese
- 1948 - Ronnie Schembri, ex calciatore maltese
- 1948 - Fred Smith, bassista statunitense
- 1948 - Tom Spencer, politico britannico († 2023)
- 1948 - Renzo Zenobi, cantautore e paroliere italiano
- 1949 - Antonino Abrami, magistrato italiano
- 1949 - Loni Ackerman, attrice teatrale e cantante statunitense
- 1949 - Elodie Keene, regista, produttrice televisiva e montatrice statunitense
- 1949 - Ricardo Franco Levi, politico e giornalista italiano
- 1949 - Enea Moruzzi, ex calciatore italiano
- 1949 - Gregory Nava, regista, sceneggiatore e produttore cinematografico statunitense
- 1949 - Eli Sukunda, ex schermidore canadese
- 1950 - Peter Däppen, giocatore di curling svizzero († 2019)
- 1950 - Ken Griffey Sr., ex giocatore di baseball statunitense
- 1950 - Eddie Hazel, chitarrista statunitense († 1992)
- 1950 - Karsten Jensen, ex calciatore danese
- 1950 - Boba Lobilo, ex calciatore della Repubblica Democratica del Congo
- 1950 - Sarawut Pathipakornchai, calciatore thailandese († 2024)
- 1950 - Jean-Pol Poncelet, politico belga
- 1950 - Lois Stuflick, ex cestista statunitense
- 1951 - Juan Ignacio Arrieta Ochoa de Chinchetru, vescovo cattolico spagnolo
- 1951 - Kork Ballington, pilota motociclistico sudafricano
- 1951 - Peter Bernstein, compositore e direttore d'orchestra statunitense
- 1951 - Earl Alfred Boyea, vescovo cattolico statunitense
- 1951 - Cosimo Cannito, politico e medico italiano
- 1951 - Hans Fagius, organista svedese
- 1951 - Antonio Pigino, allenatore di calcio e ex calciatore italiano
- 1952 - Hugo Broos, allenatore di calcio, dirigente sportivo e ex calciatore belga
- 1952 - Bertu Carter, ex calciatore maltese
- 1952 - Angelo Cera, politico italiano
- 1952 - Per Henriksen, calciatore norvegese († 2024)
- 1952 - Grigorij Javlinskij, economista e politico russo
- 1952 - Super Muñeco, wrestler messicano († 2022)
- 1952 - Keith Newton, presbitero e vescovo anglicano britannico
- 1952 - Teresa Olivera, ex cestista cubana
- 1952 - Zoran Petrović, arbitro di calcio jugoslavo († 2024)
- 1952 - Steven Seagal, attore, artista marziale e produttore cinematografico statunitense
- 1952 - Richard Wagner, scrittore, giornalista e filologo rumeno († 2023)
- 1953 - Søren Busk, ex calciatore danese
- 1953 - William Dar, politico filippino
- 1953 - David Langford, scrittore, editore e critico letterario britannico
- 1953 - Shigeyasu Yamauchi, regista e animatore giapponese
- 1954 - Paul Bearer, dirigente sportivo statunitense († 2013)
- 1954 - Marijana Bušljeta, ex cestista jugoslava
- 1954 - Mario Landriscina, politico italiano
- 1954 - Peter MacNicol, attore e doppiatore statunitense
- 1954 - Svein Gunnar Rein, ex calciatore norvegese
- 1954 - Jouko Törmänen, saltatore con gli sci e dirigente sportivo finlandese († 2015)
- 1954 - Anacani, cantante e attrice statunitense
- 1955 - Antonio Álvarez Giráldez, allenatore di calcio, ex calciatore e dirigente sportivo spagnolo
- 1955 - Eloy Angulo, ex calciatore spagnolo
- 1955 - Lesley Garrett, soprano e cantante britannica
- 1955 - Pierre Hurmic, politico francese
- 1955 - Marcello Marchi, calciatore italiano († 2020)
- 1955 - Mike Rinder, dirigente d'azienda australiano († 2025)
- 1955 - Mino Vergnaghi, cantante e compositore italiano
- 1956 - Claudio Costamagna, banchiere e dirigente d'azienda italiano
- 1956 - Gustavo Franco, economista brasiliano
- 1956 - Donna Hobin, ex cestista canadese
- 1956 - Sumbu Kalambay, ex pugile congolese (Repubblica Democratica del Congo)
- 1956 - Gianluca Susta, politico e avvocato italiano
- 1956 - Masafumi Yokoyama, ex calciatore giapponese
- 1957 - Michel Caillaud, compositore di scacchi francese
- 1957 - Aliko Dangote, imprenditore nigeriano
- 1957 - Luigi Di Barca, militare italiano († 1982)
- 1957 - Knut Nordnes, allenatore di calcio e ex calciatore norvegese
- 1957 - Matz Skoog, ex ballerino e direttore artistico svedese
- 1958 - Bob Bell, ingegnere britannico
- 1958 - Efim Naumovič Bronfman, pianista russo
- 1958 - Flemming Christensen, allenatore di calcio e ex calciatore danese
- 1958 - Maurizio Dotti, fumettista italiano
- 1958 - Leanne Harrison, ex tennista australiana
- 1958 - André Kiser, bobbista svizzero
- 1958 - Mike Lazzo, produttore televisivo statunitense
- 1958 - Júnior Brasília, ex calciatore brasiliano
- 1958 - Tadeusz Truskolaski, economista, politico e esperantista polacco
- 1959 - Babyface, cantante, compositore e produttore discografico statunitense
- 1959 - Simeï Ihily, ex calciatore francese
- 1959 - Gugu Liberato, showman, cantante e attore brasiliano († 2019)
- 1959 - Jochen Nickel, attore tedesco
- 1959 - Élisabeth Platel, ex ballerina francese
- 1959 - Brian Setzer, chitarrista, cantante e compositore statunitense
- 1959 - Stanislaw Tillich, politico tedesco
- 1959 - Robert Van't Hof, ex tennista statunitense
- 1960 - Steve Bisciotti, imprenditore e dirigente sportivo statunitense
- 1960 - Olivia Brown, attrice statunitense
- 1960 - John Buxman, ex sciatore alpino statunitense
- 1960 - Ezequiel Canario, ex mezzofondista portoghese
- 1960 - Ruth E. Carter, costumista e produttrice cinematografica statunitense
- 1960 - Jeffrey Float, ex nuotatore statunitense
- 1960 - Alastair Fothergill, regista, produttore cinematografico e produttore televisivo britannico
- 1960 - Vincenzo Garofalo, carabiniere italiano († 1994)
- 1960 - Bernhard Konik, ex calciatore tedesco orientale
- 1960 - Katrina Leskanich, cantante e musicista statunitense
- 1960 - Santo Marcianò, arcivescovo cattolico italiano
- 1960 - Ann Mather, dirigente d'azienda statunitense
- 1960 - Claudia Piñeiro, scrittrice e sceneggiatrice argentina
- 1960 - Terry Teagle, ex cestista statunitense
- 1960 - Gord Williams, ex hockeista su ghiaccio canadese
- 1961 - Silvio Amato, compositore e pianista italiano
- 1961 - Rudy Dhaenens, ciclista su strada e pistard belga († 1998)
- 1961 - Kevin Doyle, attore britannico
- 1961 - Ricki Herbert, allenatore di calcio e ex calciatore neozelandese
- 1961 - Mark Jones, ex cestista statunitense
- 1961 - Patrizio Giacomo La Pietra, politico italiano
- 1961 - Michael Nothdurfter, guerrigliero italiano († 1990)
- 1961 - Jeb Stuart Adams, attore statunitense
- 1962 - Beniamino Abate, allenatore di calcio e ex calciatore italiano
- 1962 - Shinehead, cantante e rapper britannico
- 1962 - Atle Kvålsvoll, dirigente sportivo e ex ciclista su strada norvegese
- 1962 - Susan Leo, ex tennista australiana
- 1962 - Mark Livolsi, montatore statunitense († 2018)
- 1962 - Hoyt Richards, supermodello e attore statunitense
- 1962 - Dani Shapiro, scrittrice statunitense
- 1962 - Zsuzsanna Szőcs, ex schermitrice ungherese
- 1962 - Jukka Tammi, ex hockeista su ghiaccio finlandese
- 1962 - Steve Tasker, ex giocatore di football americano statunitense
- 1962 - Cathy Turner, ex pattinatrice di short track statunitense
- 1962 - Yang Ning, ex calciatore cinese
- 1962 - Marco Zanetti, giocatore di biliardo italiano
- 1962 - Viktor Zuikov, ex schermidore estone
- 1963 - Rosanna Banfi, attrice italiana
- 1963 - Warren DeMartini, chitarrista statunitense
- 1963 - Doris Leuthard, avvocata e politica svizzera
- 1963 - Hansjörg Lips, giocatore di curling svizzero
- 1963 - Peter Morgan, sceneggiatore e drammaturgo britannico
- 1963 - Yurïý Naýdovskïý, ex calciatore sovietico
- 1963 - Raffaello Vignali, politico italiano
- 1964 - Claudio Barragán, allenatore di calcio e ex calciatore spagnolo
- 1964 - Manon Bollegraf, ex tennista olandese
- 1964 - Alessandro Bonan, giornalista e conduttore televisivo italiano
- 1964 - Yves Briguet, pilota motociclistico svizzero
- 1964 - Nancy Brilli, attrice italiana
- 1964 - Giampaolo Ceramicola, allenatore di calcio e ex calciatore italiano
- 1964 - Giandiego Gatta, politico italiano
- 1964 - Elena Georgescu, canottiera rumena
- 1964 - Leonardo Maugeri, dirigente d'azienda e saggista italiano († 2017)
- 1964 - José Vicente Nácher Tatay, arcivescovo cattolico e missionario spagnolo
- 1964 - Alan Wren, batterista inglese
- 1965 - Tim Alexander, batterista statunitense
- 1965 - Karen Booker, ex cestista, allenatrice di pallacanestro e arbitro di pallacanestro statunitense
- 1965 - Rita Kőbán, ex canoista ungherese
- 1965 - Diébédo Francis Kéré, architetto burkinabé
- 1965 - Jörgen Lennartsson, allenatore di calcio e ex calciatore svedese
- 1965 - J. J. Liu, giocatrice di poker taiwanese
- 1965 - Jure Robič, mountain biker e ciclista su strada jugoslavo († 2010)
- 1965 - Omar Sosa, pianista cubano
- 1965 - Cyril Vasiľ, arcivescovo cattolico slovacco
- 1966 - Steve Claridge, allenatore di calcio e ex calciatore inglese
- 1966 - Pavel Filip, politico moldavo
- 1966 - Brad William Henke, giocatore di football americano e attore statunitense († 2022)
- 1966 - Li Lingiuan, ex arciera cinese
- 1966 - Roberto Marchesi, ex biatleta italiano
- 1966 - Neil Smith, ex giocatore di football americano statunitense
- 1966 - Zhou Tianhua, ex pesista cinese
- 1966 - Artur Żmijewski, attore e doppiatore polacco
- 1967 - Burt Grossman, ex giocatore di football americano statunitense
- 1967 - Nick Santora, scrittore, sceneggiatore e produttore televisivo statunitense
- 1967 - Petra van Schaik, ex cestista olandese
- 1967 - Stefano Vaccari, politico italiano
- 1967 - Marty Walsh, politico statunitense
- 1968 - Jacqueline Arenal, attrice cubana
- 1968 - Grigorij Bremel', ex pentatleta russo
- 1968 - Nancy Gee, ex sciatrice alpina canadese
- 1968 - Štěpánka Hilgertová, ex canoista ceca
- 1968 - Orlando Jones, attore e sceneggiatore statunitense
- 1968 - Lawrence La Fountain-Stokes, scrittore e attore portoricano
- 1968 - Jacqueline Lustig, attrice argentina
- 1968 - Park Jang-soon, ex lottatore sudcoreano
- 1968 - José Puente, ex calciatore uruguaiano
- 1968 - Michele Scaringella, ex calciatore italiano
- 1968 - Josu Urrutia, dirigente sportivo e ex calciatore spagnolo
- 1969 - Patrice Bianchi, ex sciatore alpino francese
- 1969 - Ferdinand Bilali, allenatore di calcio e ex calciatore albanese
- 1969 - Giacomo Castellano, chitarrista e musicista italiano
- 1969 - Danny Comden, attore, regista e produttore cinematografico statunitense
- 1969 - Billy Jayne, attore statunitense
- 1969 - Ekateríni Kóffa, ex velocista greca
- 1969 - Lee Sang-yoon, ex calciatore sudcoreano
- 1969 - Jochen Lettmann, ex canoista tedesco
- 1969 - Arīs Lykogiannīs, allenatore di pallacanestro greco
- 1969 - Davide Morandi, musicista italiano
- 1969 - Maarit Peltoniemi, cantante finlandese
- 1969 - Benedetto Vigna, fisico e dirigente d'azienda italiano
- 1970 - Nicola Caccia, dirigente sportivo, allenatore di calcio e ex calciatore italiano
- 1970 - Leonard Doroftei, ex pugile rumeno
- 1970 - Walter Fasano, montatore, regista e sceneggiatore italiano
- 1970 - Sean Gilbert, ex giocatore di football americano statunitense
- 1970 - Gareth Griffiths, ex calciatore inglese
- 1970 - Christophe Honoré, regista, sceneggiatore e scrittore francese
- 1970 - Siniša Kelečević, ex cestista croato
- 1970 - Pauline Konga, ex mezzofondista keniota
- 1970 - Kenny Lattimore, cantautore statunitense
- 1970 - Miklos Molnar, ex calciatore danese
- 1970 - Laurent Ottoz, ex ostacolista italiano
- 1970 - Q-Tip, rapper, disc jockey e produttore discografico statunitense
- 1970 - Samir Selesković, ex cestista e allenatore di pallacanestro bosniaco
- 1970 - Diederik Simon, ex canottiere olandese
- 1970 - Giulio Cesare Sottanelli, politico italiano
- 1970 - Luca Telese, giornalista, saggista e autore televisivo italiano
- 1970 - Afrim Tole, ex calciatore albanese
- 1970 - Harald Wapenaar, allenatore di calcio e ex calciatore olandese
- 1971 - Silvia Abril, attrice spagnola
- 1971 - Joey DeFrancesco, organista statunitense († 2022)
- 1971 - Andrei Fyodorov, allenatore di calcio e ex calciatore uzbeko
- 1971 - Juanele, ex calciatore spagnolo
- 1971 - Giacomo Leone, ex maratoneta italiano
- 1971 - Nana Miyagi, ex tennista giapponese
- 1971 - Hugo Sconochini, ex cestista argentino
- 1971 - Denis Voronenkov, politico russo († 2017)
- 1971 - Beata Wróbel, ex cestista polacca
- 1971 - Yoo Young-jin, cantante, compositore e produttore discografico sudcoreano
- 1972 - Toni Acosta, attrice spagnola
- 1972 - Rachid Neqrouz, ex calciatore marocchino
- 1972 - Monica Bertolotti, doppiatrice e direttrice del doppiaggio italiana
- 1972 - Frank Lammers, attore e doppiatore olandese
- 1972 - Brooke Rollins, politica e funzionaria statunitense
- 1972 - Angelica Saggese, politica italiana
- 1972 - Mario Stanić, dirigente sportivo e ex calciatore croato
- 1972 - Sami Yli-Sirniö, chitarrista finlandese
- 1973 - Magdalena Adamowicz, politica polacca
- 1973 - Guillaume Canet, attore, regista e sceneggiatore francese
- 1973 - Kinga Choszcz, scrittrice polacca († 2006)
- 1973 - Selahattin Demirtaş, politico turco
- 1973 - Francesca Guardigli, ex tennista sammarinese
- 1973 - Tatiana del Liechtenstein, principessa liechtensteinese
- 1973 - Aidan Moffat, cantante e musicista scozzese
- 1973 - Shinya Nakamura, giocatore di go giapponese
- 1973 - Samuel Otieno, ex mezzofondista e maratoneta keniota
- 1973 - Roberto Carlos da Silva, allenatore di calcio e ex calciatore brasiliano
- 1973 - Dănuț Șomcherechi, ex calciatore rumeno
- 1973 - Tony Vairelles, ex calciatore francese
- 1973 - Marco Zambuto, politico italiano
- 1973 - Vïktor Zwbarev, calciatore kazako († 2004)
- 1974 - Andreas Andersson, ex calciatore svedese
- 1974 - Alberto Di Mauro, ex cestista italiano
- 1974 - Eric Greitens, politico e militare statunitense
- 1974 - Andrés Guglielminpietro, allenatore di calcio e ex calciatore argentino
- 1974 - Jun'ya Ishigami, architetto giapponese
- 1974 - Georgi Kandelaki, ex pugile georgiano
- 1974 - Dascha Lehmann, doppiatrice e attrice tedesca
- 1974 - Omar Metwally, attore statunitense
- 1974 - Goce Sedloski, allenatore di calcio e ex calciatore macedone
- 1974 - Kimiko Soldati, tuffatrice statunitense
- 1974 - Duncan Trussell, attore e comico statunitense
- 1974 - Sabine Monauni, politica liechtensteinese
- 1974 - Mitsuteru Watanabe, ex calciatore giapponese
- 1975 - Fredrik Bryngelsson, ex calciatore svedese
- 1975 - Chris Carrabba, cantante e chitarrista statunitense
- 1975 - Rasheed Clark, scrittore statunitense
- 1975 - Gabriele Graziani, allenatore di calcio e dirigente sportivo italiano
- 1975 - David Harbour, attore statunitense
- 1975 - Nobuo Kawaguchi, ex calciatore giapponese
- 1975 - Kimberlyn King-Hinds, politica statunitense
- 1975 - Nela Lucic, attrice bosniaca
- 1975 - Joseph Ngolepus, ex maratoneta keniota
- 1975 - Matthew Phillips, ex rugbista a 15 neozelandese
- 1975 - Agneša Sviteková, ex cestista slovacca
- 1976 - Enrico Burini, ex cestista italiano
- 1976 - Jan Werner Danielsen, cantante norvegese († 2006)
- 1976 - Familjen, cantante e produttore discografico svedese
- 1976 - Kim Sun-young, attrice sudcoreana
- 1976 - Yoshino Kimura, attrice e cantante giapponese
- 1976 - Bonaventure Maruti, ex calciatore keniota
- 1976 - Ricky Moore, ex cestista statunitense
- 1976 - Robert O'Neill, militare statunitense
- 1976 - Sara Renner, ex fondista canadese
- 1976 - Vincenzo Rossitto, ex pugile italiano
- 1976 - John van Lottum, ex tennista olandese
- 1977 - Christian Arslanian, schermidore argentino
- 1977 - Mladen Bartolović, allenatore di calcio e ex calciatore bosniaco
- 1977 - Sebastian Bea, ex canottiere statunitense
- 1977 - César Láinez, allenatore di calcio e ex calciatore spagnolo
- 1977 - Angelo Lopeboselli, ex ciclista su strada italiano
- 1977 - John Roe, ex rugbista a 15 e medico australiano
- 1977 - Cristiano Zanetti, ex calciatore e allenatore di calcio italiano
- 1978 - Jana Čiperová, ex cestista ceca
- 1978 - Sandra Douglass Morgan, avvocato e dirigente sportivo statunitense
- 1978 - Óscar Hernández, allenatore di tennis e ex tennista spagnolo
- 1978 - Joe Pack, ex sciatore freestyle statunitense
- 1978 - Verena Pötzl, cantante austriaca
- 1978 - Rustam Saparow, ex calciatore turkmeno
- 1978 - Hana Šromová, ex tennista ceca
- 1978 - Kelly Stafford, attrice pornografica britannica
- 1979 - Iván Alonso, ex calciatore uruguaiano
- 1979 - Manfred Bühler, avvocato e politico svizzero
- 1979 - Shemekia Copeland, cantante statunitense
- 1979 - Rachel Corrie, attivista statunitense († 2003)
- 1979 - Martina Dogana, triatleta italiana
- 1979 - Tsuyoshi Dōmoto, cantautore, personaggio televisivo e attore giapponese
- 1979 - Sophie Ellis-Bextor, cantautrice e modella britannica
- 1979 - Pavlos Fyssas, rapper e attivista greco († 2013)
- 1979 - Peter Kopteff, ex calciatore ungherese
- 1979 - Zoltán Kővágó, discobolo ungherese
- 1979 - Ján Lašák, ex hockeista su ghiaccio slovacco
- 1979 - Roberto Mandelli, allenatore di rugby a 15 e ex rugbista a 15 italiano
- 1979 - Nils Mittmann, ex cestista tedesco
- 1979 - Pascal Müller, dirigente sportivo e ex hockeista su ghiaccio svizzero
- 1979 - Alberto Nelli, cantautore italiano
- 1979 - Elena Podkaminskaja, attrice russa
- 1979 - Roger Risholt, allenatore di calcio e ex calciatore norvegese
- 1979 - Alexander Rosen, dirigente sportivo e ex calciatore tedesco
- 1979 - Stefan Teelen, ex calciatore belga
- 1979 - Valp, fumettista, disegnatrice e scrittrice svizzera
- 1979 - Darko Vujačić, ex cestista e allenatore di pallacanestro montenegrino
- 1980 - Leonardo Duque, ex ciclista su strada e pistard colombiano
- 1980 - Aleksandr Erёmenko, hockeista su ghiaccio russo
- 1980 - Lorenzo Fontana, politico italiano
- 1980 - Gro Hammerseng, ex pallamanista norvegese
- 1980 - Ingrid Hjelmseth, ex calciatrice norvegese
- 1980 - Charlie Hunnam, attore britannico
- 1980 - Kasey Kahne, pilota automobilistico statunitense
- 1980 - Jean-Luc Lambourde, calciatore francese
- 1980 - David Marrero, tennista spagnolo
- 1980 - Jesse Neal, ex wrestler statunitense
- 1980 - Jasika Nicole, attrice statunitense
- 1980 - Stefania Paterna, ex cestista italiana
- 1980 - Andy Ram, ex tennista israeliano
- 1980 - Jimmy Rosenberg, chitarrista olandese
- 1980 - Shao Jiayi, ex calciatore cinese
- 1980 - Alessia Ventura, conduttrice televisiva, modella e showgirl italiana
- 1981 - Laura Bell Bundy, cantante e attrice statunitense
- 1981 - Gretchen Bleiler, snowboarder statunitense
- 1981 - Lætitia Bléger, modella francese
- 1981 - Anis Boussaïdi, ex calciatore tunisino
- 1981 - Jax Dane, wrestler statunitense († 2024)
- 1981 - Harry Hadden-Paton, attore britannico
- 1981 - Daouda Jabi, ex calciatore guineense
- 1981 - Emilio Damián Martínez, ex calciatore paraguaiano
- 1981 - Liz McClarnon, cantante britannica
- 1981 - Kendra Morris, cantautrice statunitense
- 1981 - Michael Pitt, attore e musicista statunitense
- 1981 - Fábio Luís Ramim, ex calciatore brasiliano
- 1981 - Kenny Satterfield, ex cestista statunitense
- 1981 - Yves V, disc jockey e produttore discografico belga
- 1982 - Erhan Bakır, lottatore turco
- 1982 - Joanna Christie, attrice britannica
- 1982 - Mattia Croci-Torti, allenatore di calcio e ex calciatore svizzero
- 1982 - Igor Držík, ex calciatore slovacco
- 1982 - Carlos Esquivel, ex calciatore messicano
- 1982 - Andre Ethier, ex giocatore di baseball statunitense
- 1982 - Stephanie Gehrlein, ex tennista tedesca
- 1982 - Yaya Han, modella cinese
- 1982 - Ibrahim Kargbo, ex calciatore sierraleonese
- 1982 - Damián Lanza, ex calciatore ecuadoriano
- 1982 - Chyler Leigh, attrice, cantante e modella statunitense
- 1982 - Florian Mennigen, canottiere tedesco
- 1982 - Adnan Mravac, ex calciatore bosniaco
- 1982 - Rafael Pérez, cestista venezuelano
- 1982 - Michaela Uhrová, ex cestista ceca
- 1982 - Eduardo Valverde, ex calciatore costaricano
- 1983 - Mindaugas Bagužis, ex calciatore lituano
- 1983 - Fumiyuki Beppu, ex ciclista su strada giapponese
- 1983 - Aleš Besta, ex calciatore ceco
- 1983 - César Alberto Castro, ex calciatore venezuelano
- 1983 - Jamie Chung, attrice e personaggio televisivo statunitense
- 1983 - Bobby Dixon, ex cestista statunitense
- 1983 - Paul Green, ex calciatore irlandese
- 1983 - Hamed Malekmohammadi, judoka iraniano
- 1983 - Ryan Merriman, attore statunitense
- 1983 - Mauro Sarmiento, taekwondoka italiano
- 1983 - Hannes Sigurðsson, ex calciatore islandese
- 1983 - Nurbachyt Tenizbaev, lottatore kazako
- 1983 - Igor Žofčák, calciatore slovacco
- 1984 - Monia Baccaille, ex ciclista su strada e pistard italiana
- 1984 - Fred Benson, ex calciatore olandese
- 1984 - Cara DeLizia, attrice statunitense
- 1984 - Carolyn Ganes, ex cestista canadese
- 1984 - Geílson de Carvalho Soares, ex calciatore brasiliano
- 1984 - Alexander Hoad, ex giocatore di football americano britannico
- 1984 - Ivan Johnson, ex cestista statunitense
- 1984 - Giorgi K'ek'elidze, poeta e scrittore georgiano
- 1984 - Abdelaziz Kamara, ex calciatore mauritano
- 1984 - Billy Kay, attore statunitense
- 1984 - Sibylle Klemm, schermitrice tedesca
- 1984 - Rui Machado, allenatore di tennis e ex tennista portoghese
- 1984 - Dušan Mileusnić, ex calciatore serbo
- 1984 - Mandy Moore, cantautrice e attrice statunitense
- 1984 - Essa Obaid, calciatore emiratino
- 1984 - Laurent Obertone, scrittore e giornalista francese
- 1984 - David Obua, ex calciatore ugandese
- 1984 - Ryū Okada, ex calciatore giapponese
- 1984 - Patricia Osyczka, schermitrice tedesca
- 1984 - Damien Perquis, ex calciatore francese
- 1984 - Brooke Queenan, ex cestista statunitense
- 1984 - Däwren Qusaýınov, calciatore kazako
- 1984 - Gonzalo Javier Rodríguez, ex calciatore argentino
- 1984 - Reika Sakai, giocatrice di bowling giapponese
- 1984 - Ana Soklič, cantante e compositrice slovena
- 1984 - Lucy Lee, ex attrice pornografica ceca
- 1984 - Sanne Vogel, attrice, scrittrice e regista teatrale olandese
- 1984 - Alexis Zywiecki, ex calciatore francese
- 1984 - Carlos Adriano de Jesus Soares, calciatore brasiliano († 2007)
- 1984 - Dons, cantante lettone
- 1985 - Barkhad Abdi, attore somalo
- 1985 - Juan Carlos Arce, calciatore boliviano
- 1985 - Alessandro Bonetti, pilota automobilistico italiano
- 1985 - Michele Capra, pallavolista italiano
- 1985 - Willo Flood, ex calciatore irlandese
- 1985 - Jesús Gámez, ex calciatore spagnolo
- 1985 - Brian Ihnačák, dirigente sportivo e ex hockeista su ghiaccio canadese
- 1985 - Lina Jacques-Sébastien, velocista francese
- 1985 - Christie Laing, attrice canadese
- 1985 - Raimana Li Fung Kuee, giocatore di beach soccer tahitiano
- 1985 - Isabelle Mambingo, calciatrice camerunese
- 1985 - Dion Phaneuf, ex hockeista su ghiaccio canadese
- 1985 - Tyler Polumbus, ex giocatore di football americano statunitense
- 1985 - Maurício Ramos, ex calciatore brasiliano
- 1985 - Antonio Rapuano, arbitro di calcio italiano
- 1985 - Dmitrij Rigin, schermidore russo
- 1985 - Jazmine Sepúlveda, ex cestista statunitense
- 1985 - Wang Meng, ex pattinatrice di short track cinese
- 1985 - Yannick Yenga, ex calciatore congolese (Repubblica Democratica del Congo)
- 1985 - Tomáš Černý, ex calciatore ceco
- 1986 - Ally Baker, ex tennista statunitense
- 1986 - Valeryja Berežynska, ex cestista ucraina
- 1986 - Olivia Borlée, velocista belga
- 1986 - Nicolas Ceolin, ex calciatore brasiliano
- 1986 - Cho Chan-ho, ex calciatore sudcoreano
- 1986 - Denis Clemente, cestista portoricano
- 1986 - Eleonora Comito, ex cestista e arbitro di pallacanestro italiana
- 1986 - Dominique Da Sylva, calciatore mauritano
- 1986 - Augusto Fernández, ex calciatore argentino
- 1986 - Fernando Gago, allenatore di calcio e ex calciatore argentino
- 1986 - Charde Houston, ex cestista statunitense
- 1986 - Corey Kluber, giocatore di baseball statunitense
- 1986 - Vincent Kompany, allenatore di calcio e ex calciatore belga
- 1986 - Claver Gold, rapper italiano
- 1986 - Tore Reginiussen, ex calciatore norvegese
- 1986 - Shin Hyun-been, attrice sudcoreana
- 1986 - Ayesha Takia, attrice indiana
- 1986 - Kara Winger, giavellottista statunitense
- 1987 - Ahmed Adel, calciatore egiziano
- 1987 - Florin Acsinte, ex calciatore rumeno
- 1987 - Nemanja Aleksandrov, ex cestista serbo
- 1987 - Fineo Araújo, giocatore di calcio a 5 brasiliano
- 1987 - Charles Brown, giocatore di football americano statunitense
- 1987 - Álvaro Brun, calciatore uruguaiano
- 1987 - Bruno Dias, giocatore di calcio a 5 brasiliano
- 1987 - Aleksandr Dovbnja, calciatore russo
- 1987 - Maya Gabeira, surfista brasiliana
- 1987 - Ko Iso, goista taiwanese
- 1987 - Joshua McGuire, attore britannico
- 1987 - Shay Mitchell, attrice e modella canadese
- 1987 - Paula Reca, attrice argentina
- 1987 - Yūji Rokutan, calciatore giapponese
- 1987 - Oleksandr Rybka, calciatore ucraino
- 1987 - Erik Salkić, ex calciatore sloveno
- 1987 - Deyvid Sacconi, ex calciatore brasiliano
- 1987 - Hayley Westenra, cantante neozelandese
- 1988 - Aude Aguilaniu, ex sciatrice alpina e sciatrice freestyle francese
- 1988 - Saud Al-Sowadi, calciatore yemenita
- 1988 - Molly Bernard, attrice statunitense
- 1988 - Agnese Claisse, attrice e cantante francese
- 1988 - Clare Dunne, attrice irlandese
- 1988 - Júnior Fernándes, calciatore cileno
- 1988 - Jahor Filipenka, calciatore bielorusso
- 1988 - Kareem Jackson, giocatore di football americano statunitense
- 1988 - Ivan Kecojević, ex calciatore montenegrino
- 1988 - Captain Munnerlyn, giocatore di football americano statunitense
- 1988 - Branko Mutić, ex giocatore di football americano e allenatore di football americano serbo
- 1988 - Haley Joel Osment, attore statunitense
- 1988 - Akwasi Owusu-Ansah, ex giocatore di football americano statunitense
- 1988 - Simona Parrini, ex calciatrice italiana
- 1988 - Oscar Pehrsson, ex calciatore svedese
- 1988 - Alicia Sanz, attrice spagnola
- 1988 - Eunice Sum, mezzofondista keniota
- 1988 - Alessia Travaglini, ex pallavolista italiana
- 1989 - Ivan Čeliković, calciatore croato († 2023)
- 1989 - Michael Dunlop, pilota motociclistico nordirlandese
- 1989 - Éverton Ribeiro, calciatore brasiliano
- 1989 - Francesco Farioli, allenatore di calcio italiano
- 1989 - Jón Guðni Fjóluson, ex calciatore islandese
- 1989 - Vassilis Fotias, arbitro di calcio greco
- 1989 - Cole Grossman, ex calciatore statunitense
- 1989 - Thomas Heurtel, cestista francese
- 1989 - Hervé Kage, calciatore congolese (Repubblica Democratica del Congo)
- 1989 - Linas Klimavičius, calciatore lituano
- 1989 - Jiří Kovář, pallavolista ceco
- 1989 - Christopher Mintz-Plasse, attore statunitense
- 1989 - Nurudeen Orelesi, ex calciatore nigeriano
- 1989 - Brian Price, giocatore di football americano statunitense
- 1989 - Juice Robinson, wrestler statunitense
- 1989 - Nikola Šenková, pallavolista ceca
- 1989 - Welinton Souza Silva, calciatore brasiliano
- 1989 - Alvin Tehau, calciatore francese
- 1989 - Lorenzo Tehau, calciatore francese
- 1989 - Suvi Teräsniska, cantante finlandese
- 1989 - Elisa Torrini, modella italiana
- 1989 - Rico Verhoeven, kickboxer olandese
- 1990 - Ben Amos, calciatore inglese
- 1990 - Nahuel Benítez, ex calciatore argentino
- 1990 - Jamal Bhuyan, calciatore bangladese
- 1990 - Sarah Dumont, attrice e modella statunitense
- 1990 - Kenny Hall, ex cestista statunitense
- 1990 - Simon Helg, calciatore svedese
- 1990 - Monica Hübner, sciatrice alpina tedesca
- 1990 - Andile Jali, calciatore sudafricano
- 1990 - Magnus Kirt, giavellottista estone
- 1990 - Mariya Koroleva, sincronetta statunitense
- 1990 - Elica Kostova, ex tennista bulgara
- 1990 - Sylven Landesberg, cestista statunitense
- 1990 - Lulinha, calciatore brasiliano
- 1990 - Maren Morris, cantautrice e produttrice discografica statunitense
- 1990 - Giōrgos Oikonomidīs, calciatore cipriota
- 1990 - Jakub Petr, calciatore ceco
- 1990 - Alex Pettyfer, attore, regista e modello britannico
- 1990 - Valerio Scanu, cantante e personaggio televisivo italiano
- 1990 - Abdel Kader Sylla, cestista seychellese
- 1991 - Mouftaou Adou, ex calciatore beninese
- 1991 - Paolo Cesaroni, giocatore di calcio a 5 italiano
- 1991 - Tim Coremans, calciatore olandese
- 1991 - Clemens Dorner, ex sciatore alpino austriaco
- 1991 - Emanuel Insúa, calciatore argentino
- 1991 - Jorge Kadú, ex calciatore capoverdiano
- 1991 - Dominik Kozma, ex nuotatore ungherese
- 1991 - Yves Lampaert, ciclista su strada belga
- 1991 - Conor Leslie, attrice statunitense
- 1991 - AJ Michalka, attrice e cantante statunitense
- 1991 - Stan Okoye, cestista statunitense
- 1991 - Eric Pance, hockeista su ghiaccio sloveno
- 1991 - Nicola Pasini, calciatore italiano
- 1991 - Ronaldo Henrique Silva, calciatore brasiliano
- 1991 - Milan Vulić, cestista serbo
- 1991 - Royce White, ex cestista statunitense
- 1992 - Michelle-Lee Ahye, velocista trinidadiana
- 1992 - Najib Ammari, ex calciatore francese
- 1992 - Aljaksandr Anjukevič, ex calciatore bielorusso
- 1992 - Pongo, cantautrice angolana
- 1992 - Serhij Frolov, nuotatore ucraino
- 1992 - Michał Haratyk, pesista polacco
- 1992 - Andrij Hovorov, nuotatore ucraino
- 1992 - Márk Jagodics, calciatore ungherese
- 1992 - Sadio Mané, calciatore senegalese
- 1992 - Vernon Norwood, velocista statunitense
- 1992 - Joël Pedro, ex calciatore lussemburghese
- 1992 - Daisy Ridley, attrice britannica
- 1992 - Ignacio Rivero, calciatore uruguaiano
- 1992 - James Scully, attore statunitense
- 1992 - Atila Turan, calciatore francese
- 1992 - Robert Woods, giocatore di football americano statunitense
- 1992 - Marco da Silva, calciatore francese
- 1993 - DeAndre Carter, giocatore di football americano statunitense
- 1993 - Sofia Carson, attrice, cantante e ballerina statunitense
- 1993 - Rune Dahmke, pallamanista tedesco
- 1993 - Eric Ebron, giocatore di football americano statunitense
- 1993 - Elo Edeferioka, ex cestista nigeriana
- 1993 - Saddam Hussain, calciatore pakistano
- 1993 - Naoya Inoue, pugile giapponese
- 1993 - Elmo Lakka, ostacolista finlandese
- 1993 - Sam Larsson, calciatore svedese
- 1993 - Shkodran Maholli, calciatore svedese
- 1993 - Denise Mazzola, calciatrice italiana
- 1993 - Maxime Mbanda, rugbista a 15 italiano
- 1993 - Erika Ponzio, calciatrice italiana
- 1993 - Barbara Pravi, cantautrice francese
- 1993 - Péricles Santos Pereira, calciatore capoverdiano
- 1993 - Juan Toscano, cestista statunitense
- 1993 - Özkan Yıldırım, calciatore tedesco
- 1994 - Luiz Antonio Ferreira Rodrigues, calciatore brasiliano
- 1994 - Edoardo Lancini, calciatore italiano
- 1994 - Nerlens Noel, cestista statunitense
- 1994 - Saúl Ordóñez, mezzofondista spagnolo
- 1994 - Risa Ozaki, ex tennista giapponese
- 1994 - Nico Pandiani, calciatore uruguaiano
- 1994 - Chérif Traorè, rugbista a 15 italiano
- 1994 - Wu Zhiqiang, velocista cinese
- 1994 - Marita Zafra, attrice e ballerina spagnola
- 1994 - Leopold Zingerle, calciatore tedesco
- 1995 - Robert Javier Burbano, calciatore ecuadoriano
- 1995 - Davide Cinaglia, calciatore italiano
- 1995 - Leonardo Coelho Santos, nuotatore brasiliano
- 1995 - Nadir Colledani, mountain biker e ciclocrossista italiano
- 1995 - Matteo Fabbro, ciclista su strada italiano
- 1995 - Adriana Jelínková, sciatrice alpina ceca
- 1995 - Sory Kaba, calciatore guineano
- 1995 - Lucas Taylor, calciatore brasiliano
- 1995 - Rebecca Marder, attrice francese
- 1995 - Paolo Marinelli, cestista croato
- 1995 - James Matheson, sciatore freestyle australiano
- 1995 - Sina Mayer, velocista tedesca
- 1995 - Ian Nelson, attore statunitense
- 1995 - Francisco Ramos, calciatore portoghese
- 1995 - Olli Penttala, sciatore freestyle finlandese
- 1995 - Warren Racine, cestista francese
- 1995 - Joseph Saliste, calciatore estone
- 1995 - Ilenia Vitale, velocista italiana
- 1995 - Fahree, cantautore azero
- 1996 - Salem Al-Hajri, calciatore qatariota
- 1996 - Noam Baumann, calciatore svizzero
- 1996 - Stéphen Boyer, pallavolista francese
- 1996 - Pauline Bremer, calciatrice tedesca
- 1996 - Sandeep Chaudhary, atleta paralimpico indiano
- 1996 - Andreas Christensen, calciatore danese
- 1996 - Lassana Coulibaly, calciatore maliano
- 1996 - Ramiro Cristóbal, calciatore uruguaiano
- 1996 - Alice Degradi, pallavolista italiana
- 1996 - Lucas Eriksson, ciclista su strada svedese
- 1996 - Antonino Fiorentino, giocatore di bowling italiano
- 1996 - Chavares Flanigan, cestista statunitense
- 1996 - Laurits Follert, canottiere tedesco
- 1996 - Thanasi Kokkinakis, tennista australiano
- 1996 - Tomoyo Kurosawa, doppiatrice, attrice e cantante giapponese
- 1996 - Mattie Liptak, attore statunitense
- 1996 - Mattias Markusson, cestista svedese
- 1996 - Petra Nardelli, velocista italiana
- 1996 - Loïc Nottet, cantante, cantautore e ballerino belga
- 1996 - Christoph Rabitsch, ex calciatore austriaco
- 1996 - Liam Smith, calciatore scozzese
- 1996 - Fabian Wilkens Solheim, ex sciatore alpino norvegese
- 1996 - Jefferson Nem, calciatore brasiliano
- 1996 - Denis Vavro, calciatore slovacco
- 1996 - Audrey Whitby, attrice e comica statunitense
- 1996 - Elias Ymer, tennista svedese
- 1997 - Jonas Arweiler, calciatore tedesco
- 1997 - Vlatko Čančar, cestista sloveno
- 1997 - Hawa Cissoko, calciatrice francese
- 1997 - Torey DeFalco, pallavolista e giocatore di beach volley statunitense
- 1997 - Zvonimir Filipović, calciatore croato
- 1997 - Martin Hamann, saltatore con gli sci tedesco
- 1997 - Mohanad Jeahze, calciatore svedese
- 1997 - Yūmi Kajihara, pistard e ciclista su strada giapponese
- 1997 - Marija Kosturkova, cestista bulgara
- 1997 - Matheus Jesus, calciatore brasiliano
- 1997 - Nino, calciatore brasiliano
- 1997 - Viny Okouo, cestista della Repubblica del Congo
- 1997 - Meinhard Olsen, calciatore faroese
- 1997 - Damjan Robev, cestista macedone
- 1997 - Alla Sosnickaja, ginnasta russa
- 1997 - Vladïslav Vasïl'ev, calciatore kazako
- 1997 - Edoardo Vercellesi, telecronista sportivo e giornalista italiano
- 1997 - Ying Qing, bobbista cinese
- 1997 - Simon van Dorp, canottiere olandese
- 1998 - Jacob Brown, calciatore scozzese
- 1998 - Laura Chamiot Maitral, fondista francese
- 1998 - Pep Chavarría, calciatore spagnolo
- 1998 - Florinel Coman, calciatore rumeno
- 1998 - Lennerd Daneels, calciatore belga
- 1998 - Stijn Desmet, pattinatore di short track belga
- 1998 - Bruno Alexandre Franco, calciatore brasiliano
- 1998 - Fëdor Čalov, calciatore russo
- 1998 - Maëlle Grossetête, ciclista su strada e ciclocrossista francese
- 1998 - Cade Johnson, giocatore di football americano statunitense
- 1998 - Jordan Smith, giocatore di football americano statunitense
- 1998 - Lucas Machado, calciatore uruguaiano
- 1998 - Gytis Masiulis, cestista lituano
- 1998 - Alan Medina Silva, calciatore uruguaiano
- 1998 - Toni Perković, cestista croato
- 1998 - Anna Pogorilaja, ex pattinatrice artistica su ghiaccio russa
- 1999 - Tahnoon Al-Zaabi, calciatore emiratino
- 1999 - Andrei Dumiter, calciatore rumeno
- 1999 - Luis Grijalva, mezzofondista guatemalteco
- 1999 - Samuel Petráš, calciatore slovacco
- 1999 - Chanum Velieva, lottatrice russa
- 2000 - Surf Mesa, produttore discografico statunitense
- 2000 - Lisa Barbelin, arciera francese
- 2000 - Zuzanna Górecka, pallavolista polacca
- 2000 - Joey Jacobs, calciatore olandese
- 2000 - Nicolas Laframboise, snowboarder canadese
- 2000 - Gustaf Lagerbielke, calciatore svedese
- 2000 - Boris Lambert, calciatore belga
- 2000 - Jearl Margaritha, calciatore olandese
- 2000 - Fidias Panayiotou, politico e youtuber cipriota
- 2000 - Melwin Pantzar, cestista svedese
- 2000 - David Philipp, calciatore tedesco
- 2000 - Gianmarco Sansone, nuotatore italiano
- 2000 - Japhet Sery Larsen, calciatore danese
- 2000 - Abdoulaye Sylla, calciatore guineano
- 2000 - Oihane Valdezate, calciatrice spagnola
- 2000 - Seth Williams, giocatore di football americano statunitense
- 2000 - Adam Wilson, calciatore inglese

## XXI secolo(37)
- 2001 - Ayman Azhil, calciatore tedesco
- 2001 - Vicente Besuijen, calciatore colombiano
- 2001 - Owura Edwards, calciatore inglese
- 2001 - Noa Kirel, cantante, attrice e conduttrice televisiva israeliana
- 2001 - Angelina Mango, cantautrice italiana
- 2001 - María Méndez, calciatrice spagnola
- 2001 - Kevin Carlos, calciatore spagnolo
- 2001 - Iván Romero, calciatore spagnolo
- 2001 - Žirayr Šaġoyan, calciatore armeno
- 2001 - Jakoslav Stanković, calciatore sloveno
- 2001 - Ruslan Ternovoj, tuffatore russo
- 2001 - Thiago Agustín Tirante, tennista argentino
- 2001 - Arianna Valloni, nuotatrice sammarinese
- 2001 - Lilou Wadoux, pilota automobilistica francese
- 2001 - Lukáš Červ, calciatore ceco
- 2002 - Ava Michelle, attrice, modella e ballerina statunitense
- 2002 - Diogo Fonseca, calciatore portoghese
- 2002 - Isaac Lihadji, calciatore francese
- 2002 - Thalía Moreno, pallavolista cubana
- 2002 - Abdoulaye Ndiaye, calciatore senegalese
- 2002 - Daniel Rosario, ex calciatore portoricano
- 2003 - Matchoi Djaló, calciatore portoghese
- 2003 - Bryan González, calciatore messicano
- 2003 - Hákon Arnar Haraldsson, calciatore islandese
- 2003 - Beatrice Masilingi, velocista namibiana
- 2003 - Edward Mildred, nuotatore britannico
- 2004 - Ismaël Gharbi, calciatore spagnolo
- 2004 - Jasmin Mathis, sciatrice alpina svizzera
- 2004 - Sávio Moreira de Oliveira, calciatore brasiliano
- 2005 - Franco Casuriaga, calciatore uruguaiano
- 2005 - Facundo González, calciatore uruguaiano
- 2005 - Isra Yuksel, nuotatrice artistica turca
- 2006 - Matías Galindo, calciatore boliviano
- 2006 - Hamza Güreler, calciatore turco
- 2006 - Dana Heath, attrice, doppiatrice e modella statunitense
- 2007 - Ariane dei Paesi Bassi, principessa olandese
- 2007 - Veronika Sokolova, nuotatrice artistica russa